# Comuna Harmanli, Haskovo
Obștina Harmanli (județul Harmanli) este un județ în regiunea Haskovo din Bulgaria.

## Demografie
Componența etnică a comunei Harmanli
     Turci (9,55%)
     Romi (8,59%)
     Bulgari (73,72%)
     Nicio identificare (7,85%)
     Altele (0,26%)
La recensământul din 2011, populația comunei Harmanli era de 24.947 locuitori. Din punct de vedere etnic, majoritatea locuitorilor (73,72%) erau bulgari, existând și minorități de turci (9,55%) și romi (8,59%). Pentru 7,85% din locuitori nu este cunoscută apartenența etnică.